# Улица Октябрьской Революции (Иркутск)

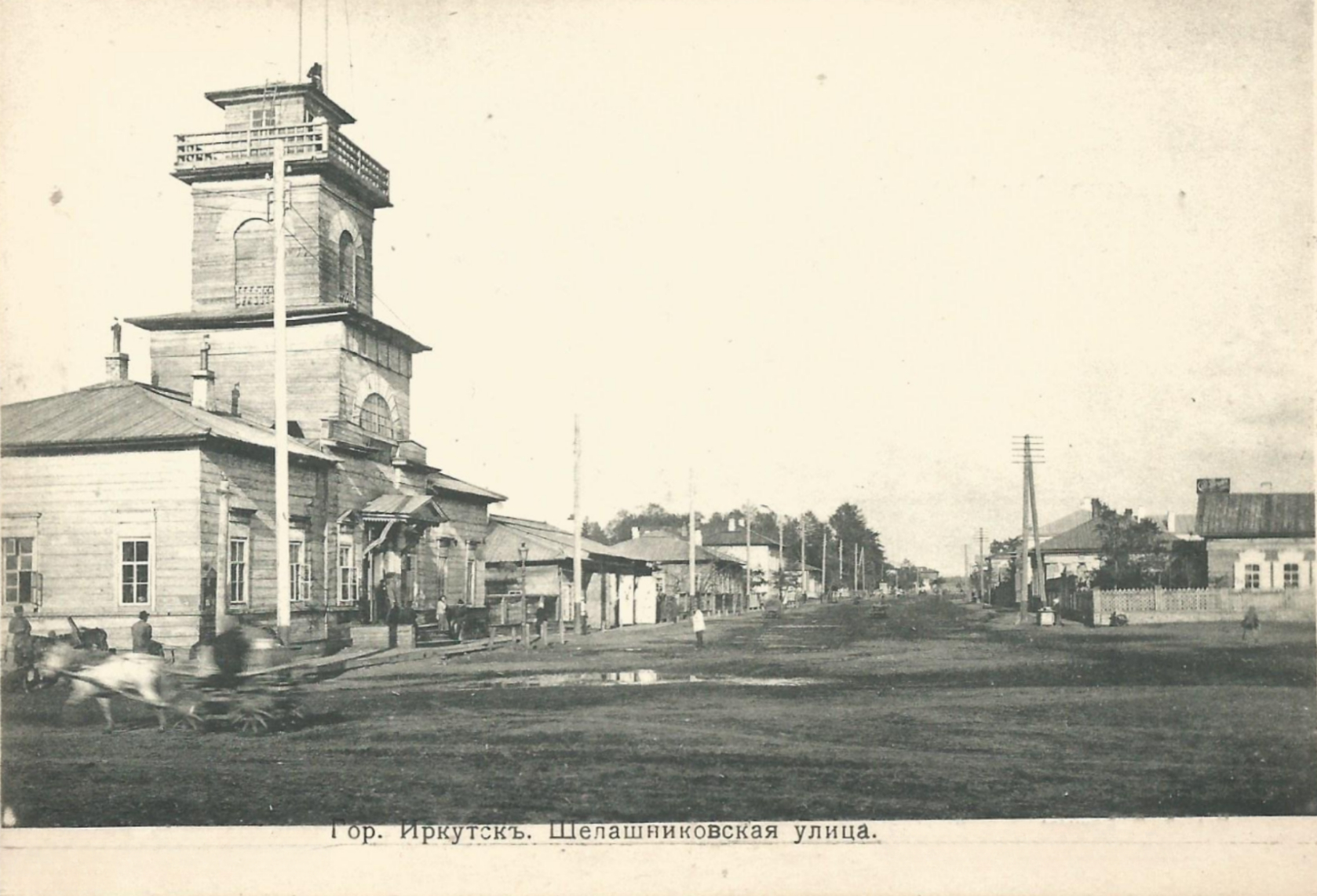
Шелашниковская улица, начало XX века

Улица Октя́брьской Револю́ции (до 1880-х — Институ́тская, Губерна́торская, до 1920 года — Шелашнико́вская) — улица в Правобережном округе Иркутска на востоке исторического центра города. Начинается от улицы Карла Маркса, близ её перекрёстка с улицей Франк-Каменецкого, заканчивается соединением с Красногвардейской улицей.

## История
В начале 1880-х годов улица Институтская была переименована в Шелашниковскую в честь иркутского губернатора К. Н. Шелашникова.
После установления в Иркутске советской власти улица получила название в честь Октябрьской революции.
29 октября 2010 года при открытии памятника Пушкину было предложено переименовать улицу Октябрьской Революции в Алекса́ндровскую.

## Здания и сооружения

### Существующие
По нечётной стороне:
- 1 — ОАО «Иркутский завод тяжёлого машиностроения».
- 1/2 — деловой район «Иркутск-Сити».
  - 1/3 — бизнес-центр «Терра».
  - 1/4 — бизнес-центр «Астра».
- 3 — «Галерея Виктора Бронштейна».
- 5 — ЗАО «Иркутскнефтепродукт».
- 3 — Иркутский автовокзал.
- 7 — супермаркет «Багира».
  - Памятник-бюст Пушкину.
- 11б — Иркутский фонд культуры.
- 11б — Губернаторский дом.
- 17 — гостиница «Узоры».
- 17 — швейная фабрика «Узоры».

По чётной стороне:
- Куйбышевский сквер.
  - Памятник Куйбышеву.
- 2 — Центр профпаталогий Городской клинической больницы № 9.
- 12в — издательство «Время странствий».
- 24 — бизнес-центр «Горизонт».

### Утраченные
- Интендантский сад (планируется восстановление)